# Uri Orbach
Uri Orbach (ur. 28 marca 1960 w Petach Tikwie, zm. 16 lutego 2015) – izraelski dziennikarz i polityk, członek Knesetu z listy partii Żydowski Dom.

## Życiorys
Uczył się w jesziwach. W wojsku służył w korpusie pancernym.
Większość życia pracował jako dziennikarz, m.in. w gazecie Jedi’ot Acharonot i w stacji radiowej Army Radio.
Był autorem wielu publikacji prasowych, satyrykiem i autorem kilku książek dla dzieci.

### Kariera polityczna
W 2009 roku wybrany na posła Knesetu z ramienia partii Żydowski Dom. Ponownie zdobył mandat w wyborach w 2013 roku. W rządzie Binjamina Netanjahu objął stanowisko ministra ds. emerytów.
W styczniu 2015 zawiesił pełnione przez siebie funkcje polityczne i partyjne, by poddać się leczeniu. Zmarł podczas pełnienia funkcji ministra 16 lutego 2015.

## Życie prywatne
Był żonaty i miał czworo dzieci. Mieszkał w Modi’in-Makkabbim-Re’ut, gdzie został także pochowany

## Publikacje
Książki dla dzieci:
- Donkeys on the Roof and Other Stories
- Once Upon a Time in Jerusalem
- Honi the Circle Maker and Other Stories

Leksykon:
- My Grandfather Was a Rabbi